# Nikodim Pavlovič Kondakov

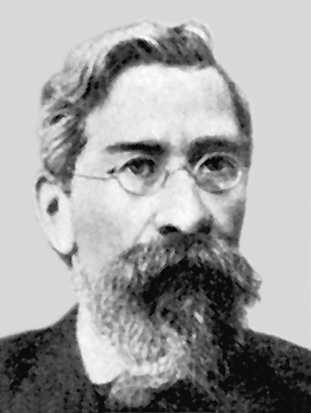
N. P. Kondakov

Nikodim Pavlovič Kondakov, rusky Никоди́м Па́влович Кондако́в (13. listopadu 1844 Chalaň, Kurská gubernie – 17. února 1925 Praha) byl ruský historik umění, jeden ze zakladatelů byzantologie a ikonografické metody v dějinách umění, profesor Oděské a Petrohradské univerzity a Univerzity Karlovy v Praze. Zabýval se hlavně byzantským a starým ruským uměním.

## Život
V letech 1861-1865 studoval Kondakov historii a dějiny umění na moskevské univerzitě, potom učil na středních školách. Roku 1870 byl jmenován docentem Novorossijské univerzity v Oděse, kde přednášel dějiny umění, roku 1876 se habilitoval prací „Dějiny byzantského umění a ikonografie podle miniatur řeckých rukopisů“ a roku 1877 byl jmenován profesorem. V letech 1888-1897 byl profesorem dějin umění na Petrohradské univerzitě, od roku 1898 akademikem carské Akademie věd v Petrohradě a zahraničním členem České akademie věd a umění, v letech 1888-1893 byl kurátorem sbírky středověkého umění v Petrohradské Ermitáži a roku 1895 (spolu s F. I. Uspenským) založil Ruský archeologický ústav v Istanbulu.
Od roku 1917 žil Kondakov v Oděse, od roku 1918 v Jaltě a roku 1920 emigroval z politických důvodů do Cařihradu a dále do Bulharska, kde byl profesorem Sofijské univerzity.
Krátce po první světové válce inicioval prezident T. G. Masaryk tzv. Ruskou akci, jejímž cílem bylo vybudovat exilovou elitu ruské inteligence mimo dosah sovětského komunistického režimu. Československo finančně podporovalo ruskou emigraci a pomohlo přesídlení sedmdesáti ruských profesorů, kteří měli vzdělávat své krajany v humanitních oborech. Jedním z nich byl Nikodim Pavlovič Kondakov, který do Prahy přesídlil roku 1923, ve svých 78 letech. Následujícího roku byl jmenován profesorem východoslovanského a byzantského umění na Univerzitě Karlově, kde přednášel až do své smrti v roce 1925.
Jeho žáci založili krátce nato seminář Seminarium Kondakovianum, jehož původním účelem bylo vydání Kondakovových spisů. V letech 1928-1933 v něm vyšly čtyři svazky díla Ruská ikona. Seminář se stal skutečným kulturním centrem, kde se pořádaly přednášky a výstavy z jeho sbírky ikon. Knihovna semináře byla otevřena badatelům z jiných oborů. Od roku 1927 vydával stejnojmenné periodikum Seminarium Kondakovianum a knižní sérii Zografika, věnovanou dějinám ortodoxního umění, a Skythika, určenou pro archeologii, antropologii a etnologii v regionu Černého a Středozemního moře. V roce 1931 byl ustaven Kondakovův institut, ale jeho existence byla již krátce nato ohrožena během hospodářské krize ve 30. letech. Roku 1938 otevřel institut svou pobočku v Bělehradě s podporou prince Pavla, regenta Jugoslávie. Krátce nato tam přesídlil jeden ze zakladatelů, Dmitrij Rasovskij a také ředitel Nikolaj Toll a převezl s sebou cenné knihy. Poslední číslo časopisu vyšlo v Bělehradě roku 1940. V Praze zůstal jeho nástupce Nikolaj E. Andrejev, kterému se podařilo udržet Institut do konce války.
Roku 1953 byl Kondakovův institut včleněn do Kabinetu dějin umění – předchůdce současného Ústavu dějin umění AV ČR. Od roku 1992 je součástí Slovanského ústavu AV. Tam z popudu T. G. Masaryka od roku 1929 vychází mezinárodní časopis Byzantinoslavica (od roku 1947 Byzantinoslavica – Revue internationale des études byzantines). Kondakovova bohatá knihovna je v majetku Slovanského ústavu AV ČR v Praze. Na Kondakovovu průkopnickou činnost navázal po 70 letech časopis Convivium (Exchanges and Interactions in the Arts of Medieval Europe, Byzantium and the Mediterranean. Seminarium Kondakovianum Series Nova), který vydává Centrum raně středověkých studií při Masarykově univerzitě v Brně, UDU AV ČR a Universita Lausanne.

## Hlavní díla
Rusky:
- Stará gruzínská architektura. Moskva 1876
- Byzantské kostely a památky v Konstantinopoli. Oděsa 1887
- Byzantské emaily. Petrohrad 1892 (také německy a francouzsky)
- Ruská minulost v uměleckých památkách 1-6. Petrohrad 1889-1899 (spolu s I. I. Tolstým)
- Památky křesťanského umění na hoře Athos. Petrohrad 1902
- Ikonografie Boha Otce a Ježíše Krista. Petrohrad 1905
- Makedonie. Archeologická cesta. Petrohrad 1909
- Ikonografie Matky Boží 1/2. Petrohrad 1914-15
- Ruská ikona 1.-4. Praha 1928-33
- Náčrtky a poznámky k dějinám středověkého umění a kultury. Praha 1929.
- Přednášky k dějinám antické kultury. Praha 1931
- Vzpomínky a myšlenky. Praha 1927 (Moskva 2002.)

Francouzsky:
- L'histoire de l'art Byzantin I/II. Paris 1885-91

Anglicky:
- The Russian Ikon. Oxford 1927

Česky:
- N. P. Kondakov, Ruská ikona I/II. Praha 1928-29